# Muníquies
Les Muníquies (en grec antic: Μουνύχια) eren un festival de l'antiga Grècia celebrat al turó de Muníquia, entre Atenes i el port, en honor d'Àrtemis Muníquia com a deessa de la lluna plena que llueix de nit.
Plutarc diu que es va instituir per commemorar la victòria sobre els perses a la batalla de Salamina, i que es feia cada any el dia 16 del mes de Muniquió, prop del port que portava el nom de la deessa. Es creia que Àrtemis havia ajudat els grecs a aconseguir la victòria amb la seva llum. En aquest dia es feien ofrenes a la deessa que consistien en uns pastissos anomenats amfifonts (ἀμφιφῶντες), perquè anaven adornats amb espelmes enceses.